# Robert Kerr (naturaliste)
Pour les articles homonymes, voir Robert Kerr (homonymie) et Kerr.
 (janvier 2016).
Si vous disposez d'ouvrages ou d'articles de référence ou si vous connaissez des sites web de qualité traitant du thème abordé ici, merci de compléter l'article en donnant les références utiles à sa vérifiabilité et en les liant à la section « Notes et références ».
Robert Kerr est un  naturaliste et un écrivain britannique, né le 20 octobre 1755 dans le Roxburghshire et mort le 11 octobre 1813 à Édimbourg.

## Biographie
Fils de joaillier, il étudie la médecine à l’université d’Édimbourg. Il exerce la chirurgie à l’Edinburgh Foundling Hospital. Il est l’auteur de traductions d’ouvrages scientifiques, comme le Traité élémentaire de chimie (1789) d’Antoine Lavoisier.
En 1792, il fait paraître la première partie de The Animal Kingdom, une traduction du Systema Naturae de Carl von Linné ; bien que seuls les deux premiers volumes (sur les neuf prévus) aient vu le jour, cette œuvre est souvent citée dans les travaux de taxinomie zoologique.
En 1794, Kerr abandonne son poste de chirurgien pour la direction d’une papeterie, mais il perd toute sa fortune dans l’aventure. Une fois tiré d’affaire, en 1809, il reprend la publication d'articles, comme sa General View of the Agriculture of Berwickshire. Il entame la traduction des Recherches sur les ossements fossiles de quadrupèdes de Georges Cuvier, qui paraîtra seulement après sa mort sous le titre d’Essays on the Theory of the Earth.
Parmi ses autres œuvres, il faut citer un important ouvrage historique intitulé A General History and Collection of Voyages and Travels, en dix-huit volumes. Kerr en commence la publication en 1811, les dédiant à Sir Alexander Cochrane (1758-1832), alors vice-amiral.  La publication continue après la mort de Kerr en 1813, les derniers volumes paraissant au début des années 1820.